# Echinomuricea costata
Echinomuricea costata is een zachte koraalsoort uit de familie Plexauridae. De koraalsoort komt uit het geslacht Echinomuricea. Echinomuricea costata werd in 1910 voor het eerst wetenschappelijk beschreven door Nutting. 